# W Scorpii
W Scorpii, eller V Scorpii, är en pulserande variabel av Mira Ceti-typ i stjärnbilden Skorpionen.
Stjärnan varierar mellan visuell magnitud +10,5 och 15,4 med en period av 221,27 dygn.